# 唐建文
唐建文（Tong Kin Man，1985年1月10日—），生於香港，退役香港足球運動員，司職右後衛。

## 早年生活
唐建文生於香港，在童年時，因與公公進場看球賽而開始接觸足球，可是其公公在他一年級時去世，於是他便獲父母支持下追隨公公的步伐，報讀暑期足球訓練班。

## 球會生涯
在中四時，唐建文與朋友在將軍澳街場踢球後，被當時甲組球會保濟丸教練朱志光賞識邀請加盟，可是他在隨保濟丸的首場友賽，就被朱志光由前鋒改造為右後衛位置，結果他成功爭取上陣機會，以15歲之齡在當時的頂級聯賽亮相，可是保濟丸在球季結束後便散班收場，同時，唐建文為應付會考而暫停足球事業，
直到考試完結後，他再被教練朱志光邀請轉會到甲組球會福建，而福建在2005年在聯賽護級失敗後，他加盟豪門球會愉園，但在上陣機會很少下在2007年外借至東方，並在各項賽事上陣16場，直到2009年，轉會由西班牙教練甘巴爾執教的傑志，可惜他卻因種種傷患和原因，而未能成功爭取更多的出場機會，於是他在半季後選擇外借到大中，並在2010年1月16日對愉園的聯賽首度為上陣。
直到2012年7月，他獲當時甲組球會太陽飛馬的教練陳浩然邀請加盟，並先後獲委任為副隊長和隊長，可是他在加盟後，因為薪金問題而需要兼任球會助教位置，而他在11月3日對晨曦的聯賽，取得加盟後的首個入球，協助飛馬以2–0勝出，結果飛馬在2014/15球季季尾宣布由於贊助商徹資而散班，
在2015年6月，唐建文選擇回歸港超聯冠軍球會傑志，並於2016年12月20日對港會的足總盃首圈，取得他加盟後的首個入球，最終協助傑志以5–1勝出，直到球會教練朱志光在2016/17球季中調整陣式後，頻頻讓唐建文在左翼衞的位置上後備入替，結果他在對冠忠南區的足總盃四強後備上陣，即為傑志頂入致勝的一球協助球會以2–1勝出，隨後他在2017年12月16日對R&F富力的菁英盃分組賽時，首度獲委任為傑志隊長，最終協助球會以1–0勝出。
唐建文一直效力傑志直至2021–22球季季尾。

## 國際賽生涯
2013年11月28日，唐建文獲香港代表隊徵召出戰第36屆省港盃，可惜他最終因大腿肌肉拉傷，而落選最終名單，然而他憑着在亞冠盃分組賽的出色表現後，在2018年3月19日獲香港隊教練廖俊輝，補選進作客朝鮮國家隊的亞洲盃外圍賽名單， 結果他在2018年3月27日作客朝鮮時，在開賽11分鐘，後備入替傷出的隊友艾里奧，以33歲之齡首度為香港隊於國際賽上陣，可是最終香港以0–2落敗兼出局。
2019年12月，他入選香港代表隊，出戰2019年東亞足球錦標賽。

## 家庭生活
唐建文為基督徒，與妻子Hailey早在中學開始相戀，現時育有1子1女，兒子唐羽信於2013年11月28日下午12時許誕生，而女兒唐羽程於2016年3月25日下午出世。

## 國際賽事紀錄
- 僅列出國際A級比賽

| 上陣次數 | 時間           | 地點                    | 對手       | 比數 | 賽事性質                 | 入球 (累計) |
| -------- | -------------- | ----------------------- | ---------- | ---- | ------------------------ | ----------- |
| 1        | 2018年3月27日  | 朝鮮 金日成競技場       |            | 0–2  | 2019年亞洲盃外圍賽第三輪 | 0 (0)       |
| 2        | 2018年10月16日 | 印尼 格羅拉蓬卡諾運動場 | 印度尼西亞 | 1–1  | 國際友誼賽               | 0 (0)       |
| 3        | 2019年9月5日   | 柬埔寨 奧林匹克體育場   | 柬埔寨     | 1–1  | 2022年世界盃亞洲區外圍賽 | 0 (0)       |
| 4        | 2019年9月10日  | 香港 香港大球場         | 伊朗       | 0–2  | 2022年世界盃亞洲區外圍賽 | 0 (0)       |
| 5        | 2019年10月11日 | 伊拉克 巴士拉體育城     | 伊拉克     | 0–2  | 2022年世界盃亞洲區外圍賽 | 0 (0)       |
| 6        | 2019年11月14日 | 香港 香港大球場         | 巴林       | 0–0  | 2022年世界盃亞洲區外圍賽 | 0 (0)       |
| 7        | 2019年12月11日 | 南韓 釜山亞運會主競技場 |            | 0–2  | 2019年東亞足球錦標賽     | 0 (0)       |
| 8        | 2019年12月14日 | 南韓 釜山亞運會主競技場 | 日本       | 0–5  | 2019年東亞足球錦標賽     | 0 (0)       |
| 9        | 2019年12月18日 | 南韓 釜山亞運會主競技場 | 中國       | 0–2  | 2019年東亞足球錦標賽     | 0 (0)       |
| 10       | 2021年6月3日   | 巴林 穆哈拉格體育場     | 伊朗       | 1–3  | 2022年世界盃亞洲區外圍賽 | 0 (0)       |
| 11       | 2021年6月15日  | 巴林 巴林國家體育場     | 巴林       | 0–4  | 2022年世界盃亞洲區外圍賽 | 0 (0)       |

## 榮譽
傑志
- 香港聯賽盃冠軍（2015–16季度）
- 香港高級組銀牌冠軍（2016–17季度）
- 香港足總盃冠軍（2016–17、2017–18季度）
- 香港超級聯賽冠軍（2016–17、2017–18、2019–20、2020–21季度）
- 香港菁英盃冠軍（2017–18、2019–20季度）
- 香港社區盃冠軍（2017年）
- 香港季後附加賽冠軍（2015–16季度）

太陽飛馬
- 香港甲組聯賽亞軍（2013–14季度）
- 香港甲組聯賽冠軍（2011–12季度）
- 香港高級組銀亞軍（2013–14季度）
- 香港足總盃亞軍（2012–13季度）

## 外部連結
- 香港足球總會網頁球員資料（页面存档备份，存于）